# HIAG

HIAG:s logotyp

HIAG (tyska: Hilfsgemeinschaft auf Gegenseitigkeit der Angehörigen der ehemaligen Waffen-SS, ordagrant Ömsesidig hjälporganisation för före detta Waffen-SS-medlemmar) var en lobbygrupp och veteranorganisation som grundades i Västtyskland 1951 av tidigare högt uppsatta Waffen-SS-personal. Dess huvudsakliga mål var att uppnå juridisk, ekonomisk och historisk rehabilitering (upprättelse) av Waffen-SS. Organisationen förnekade Waffen-SS:s krigsbrott under andra världskriget.
För att uppnå dessa mål sökte organisationen kontakt med politiska partier och ägnade sig åt en mångfacetterad historisk negationism och propaganda, som bland annat inbegrep tidskrifter, böcker och offentliga tal. Ett HIAG-ägt förlag, Munin Verlag, tjänade som en plattform för dess publicitet. Bland annat gav de ut 57 bok och mer än 50 år av månatliga tidskrifter, har beskrivits av historiker som revisionistisk apologi.
Organisationen var ofta föremål för kontroverser i Västtyskland och utomlands på grund av att den höll med sina medlemmars nazistiska förflutna vid liv. Organisationen gled in i öppen högerextremism i sin senare historia; den upplöstes 1992 på federal nivå, men lokala grupper fortsätter att existera in i 2000-talet. Dess månatliga tidskrift, Der Freiwillige, gavs ut fram till 2014. Även om HIAG bara delvis uppnådde sina mål för juridisk och ekonomisk rehabilitering av Waffen-SS, ledde dess propagandainsatser till att omforma bilden av Waffen-SS i populärkulturen.